# 赛达 (黎巴嫩)
赛达（羅馬化：Ṣaydā），又译西顿，天主教會譯為漆冬，是黎巴嫩南部省的一座城市，位于地中海沿岸。赛达是腓尼基人的主要城市之一，和泰爾齊名。後來西頓的居民向外殖民，建立迦太基等若干城邦。

## 名称
腓尼基语名称Ṣīdūn可能意味着“渔业”或“小镇”。它出现在圣经希伯来语作为צידון（Ṣīḏōn），在敘利亞語作為Ṣidon，这是希腊化的Sidṓn。这个名字出现在古典阿拉伯语作為Saydoon，现代阿拉伯语作為صيدا（Ṣaydā）。
作为罗马的殖民地，它在理论上被重新建立，并以正式的名字来纪念它的帝国赞助者。
在《創世記》中，西顿是迦南的长子，迦南是含的儿子，因此西顿是挪亚的曾孙。

## 人口统计
20世纪30年代，当黎巴嫩依然在法国的统治下时，赛达是黎巴嫩境內犹太教教徒最多的地区之一（3,588）。
| 宗教                 | 选民  | 百分比（%） | 宗教               | 选民 | 百分比（%） |
| -------------------- | ----- | ----------- | ------------------ | ---- | ----------- |
| 逊尼派               | 36163 | 79.7        | 拉丁禮教會         | 82   | 0.2         |
| 什叶派               | 4888  | 10.8        | 亞美尼亞禮天主教會 | 38   | 0.1         |
| 德鲁兹派             | 43    | 0.1         | 加色丁禮天主教會   | 19   | 0.0         |
| 阿拉维派             | 2     | 0.0         | 敘利亞東方正統教會 | 18   | 0.0         |
| 默基特希臘禮天主教會 | 1686  | 3.7         | 敘利亞禮天主教會   | 17   | 0.0         |
| 马龙派               | 1513  | 3.3         | 東方亞述教會       | 4    | 0.0         |
| 希腊东正教会         | 310   | 0.7         | 科普特人           | 1    | 0.0         |
| 亚美尼亚使徒教会     | 256   | 0.6         | 其他基督徒         | 19   | 0.0         |
| 福音主義             | 171   | 0.4         | 不明               | 161  | 0.4         |